# Beliu (gmina)
Beliu – gmina w Rumunii, w okręgu Arad. Obejmuje miejscowości Beliu, Benești, Bochia, Secaci, Tăgădău i Vasile Goldiș. W 2011 roku liczyła 3057 mieszkańców.